# Ludovic Clemente
Ludovic Clemente (* 9. Mai 1986 in Andorra la Vella) ist ein andorranischer ehemaliger Fußballspieler. Er spielte im Mittelfeld.

## Karriere
Clemente begann seine Karriere im Jahr 2004 beim FC Andorra, der seinerzeit in der siebten spanischen Ligastufe spielte. Im Jahr 2009 wechselte er für eine Spielzeit zu CE Manresa, ehe er wieder zum FC Andorra zurückkehrte. Im Jahr 2011 stieg er mit dem Klub zunächst in die zweite, ein Jahr später in die erste katalanische Liga auf (fünfte Ligastufe). 2019 feierte er mit dem FC Andorra den Aufstieg in die drittklassige Segunda División B. Im Juli 2020 wechselte er zum Inter Club d’Escaldes, mit dem er zwei Spielzeiten in Folge Tabellenerster wurde. 2022 folgte der Wechsel zu UE Santa Coloma.